# Палиностудес
Палиностудес (грч. Παλλινοστούντες) је насељено место у општини Костур у периферији Западна Македонија, Грчка. Према попису из 2021. године било је 87 становника.
Почетком 21. века, неколико стотина метара удаљено од Четирока, основано је насеље Палиностудес, које је у суштини његов западни заселак.